# 江戸崎パーキングエリア
江戸崎パーキングエリア（えどさきパーキングエリア）は、茨城県稲敷市にある首都圏中央連絡自動車道（圏央道）のパーキングエリアである。茨城県内の圏央道初のパーキングエリアである。
当初2012年度開設予定となっていたが、2012年度中には開設されなかった。2014年6月19日、東日本高速道路株式会社（NEXCO東日本）は同年7月11日の開設を発表した。

## 歴史
- 2013年（平成25年）12月24日：PA名称が「江戸崎PA」に正式決定[2]。
- 2014年（平成26年）7月11日：供用開始[1]。

## 施設

### 内回り（つくば・久喜白岡方面）
- 管理：東日本高速道路
- 駐車場[3]
  - 大型：18台
  - 小型：24台
  - 身障者用
    - 小型：1台
- トイレ[3]
  - 男性：大4(和式1・洋式3)・小5
    - オストメイト対応設備が設置されている[4]。

  - 女性：11(和式2・洋式9)
    - オストメイト対応設備が設置されている[4]。

  - 身障者用：1
  - ファミリートイレ：1
- 給電スタンド（24時間）[3]
- 自動販売機（24時間）[3]

### 外回り（成田・東金方面）
- 管理：東日本高速道路
- 駐車場[5]
  - 大型：18台
  - 小型：24台
  - 身障者用
    - 小型：1台
- トイレ[5]
  - 男性：大4(和式１・洋式3)・小5
    - オストメイト対応設備が設置されている[4]。

  - 女性：11(和式2・洋式9)
    - オストメイト対応設備が設置されている[4]

  - 身障者用：1[5]
  - ファミリートイレ：1
- 給電スタンド（24時間）
- 自動販売機（24時間）[5]

## 隣
C4 首都圏中央連絡自動車道
(83) 阿見東IC - 江戸崎PA - (84) 稲敷IC